# 毛倡妓

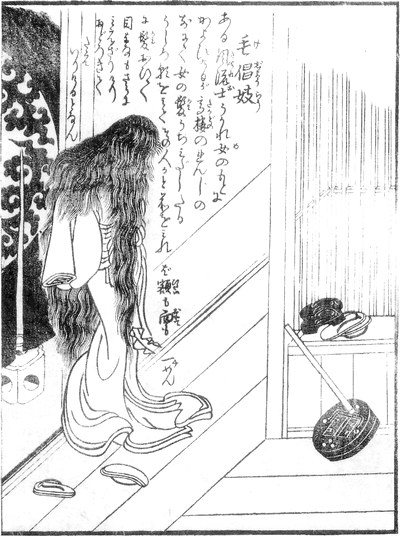
鳥山石燕『今昔畫圖續百鬼』的「毛倡妓」

毛倡妓（けじょうろう），又名毛女郎，記載於鳥山石燕的『今昔畫圖續百鬼』的妖怪。

## 概述
外表為有著能覆蓋著整個臉和身體的長髮遊女，出沒在遊廓的妖怪。
妖怪研究家多田克己認為，這個妖怪是為了諷刺吉原遊郭而創造的。

## 大眾文化
- 妖怪少爺：毛娼妓(紀乃)

## 參看
- 日本妖怪列表